# Max von Montgelas

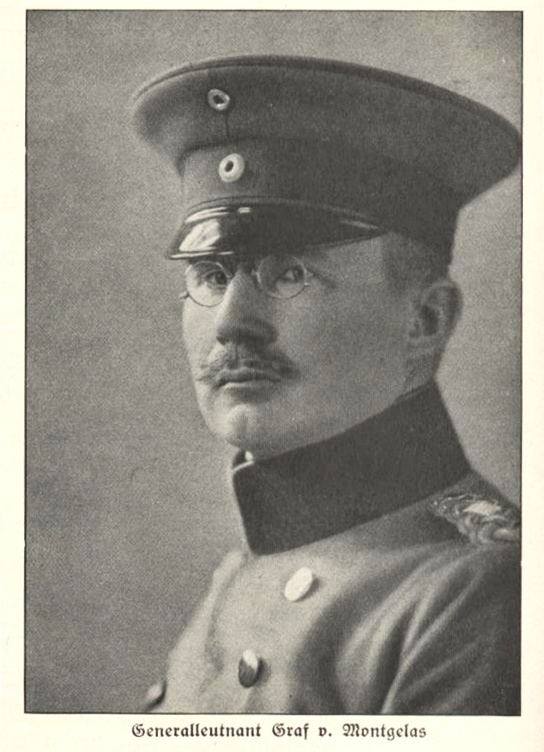
Maxumilian von Montgelas

Maximilian "Max" Maria Karl Desiderius von Montgelas, född 1860, död 1938, var en bayersk greve, militär och politiker. Han var sonson till Maximilian von Montgelas.
Montgelas blev officer 1880, och deltog i expeditionen till Kina i samband med boxarupproret 1900-01, och var 1901-03 militärattaché i Peking. 1906 blev han överste, generalmajor 1908 och var 1910-12 överkvartermästare i generalstaben. Montgelas hade 1911 befordrats till generallöjtnant. Vid första världskrigets utbrott var Montgelas chef för 4:e bayerska infanterifördelningen men råkade 1915 i konflikt med krigsledningen och avgick. Han var 1919 sakkunnig åt de tyska delegerade under fredsförhandlingarna i Paris och 1920-21 åt tyska undersökningsutskottet angående krigets orsaker. Montgelas utgav bland annat Die deutschen Dokumente zum Kriegsausbruch (tillsammans med Karl Kautsky och Walther Schücking, 4 band, 1919) samt Leitfaden zur Kriegsschuldfrage (1923).